# Gymnocalycium striglianum
Gymnocalycium striglianum là một loài thực vật có hoa trong họ Cactaceae. Loài này được Jeggle ex H.Till mô tả khoa học đầu tiên năm 1987.